# Billy Celeski
Billy Celeski (makedonska Благоја Целески), född 14 juli 1985, är en australisk före detta fotbollsspelare.
Billy Celeski spelade en landskamp för det australiska landslaget. Han deltog bland annat i OS 2008.